# Schmalhof (Wernberg-Köblitz)
Der Schmalhof ist eine Einöde der oberpfälzischen Marktgemeinde Wernberg-Köblitz im Landkreis Schwandorf des Regierungsbezirks Oberpfalz im Freistaat Bayern.

## Geografie
Die Einöde Schmalhof liegt 0,5 km südöstlich von Neunaigen, 6 km westlich von Wernberg und 5 km westlich von Unterköblitz.

## Etymologie
Der Name Schmalhof findet sich mehrfach in Bayern. Zu nennen sind hier neben dem Schmalhof bei Neunaigen der Schmalhof in Rotthalmünster, Der Schmalhof bei Vilshofen an der Donau aber auch Schmalnohe. Der Name wird nach den Aufzeichnungen aus etwa 1935 auf slawische Wurzeln mit Smola (Pech) zurückgeführt. Denkbar ist auch die Ableitung analog Schmalnohe nördlich von Sulzbach-Rosenberg von „schmal“, im Sinne von klein. Wahrscheinlicher ist jedoch die Übernahme des Namens vom Besitzer für den Hof vom Personennamen Schmal Johann Erhard, der den Hof seines Schwiegervaters Georg Hierl am 30. Oktober 1747 übernommen hatte. Er stammte aus Holzhammer und hatte am 12. September 1747 in den Hof eingeheiratet. Daher erklärt sich auch, dass der Schmalhof vorher in den Urkunden nicht auftaucht.

## Geschichte
Prähistorische Funde nahe dem Gehöft legen eine sehr alte Siedlung nahe. Die Einöde Schmalhof war jedoch seit jeher, seit Jahrhunderten mit Neunaigen verbunden und veranlagt.
Das Anwesen wird mit Wolfgang und Barbara Hierl kurz nach dem Dreißigjährigen Krieg urkundlich. 1682 übergaben die beiden an ihren 1653 geborenen Sohn ebenfalls mit Namen Wolfgang den Hof, als dieser im selben Jahr die damals erst 16-jährige Barbara Rom aus dem nahen Gösselsdorf heiratete. Am 17. Juli 1717 übernahm deren Sohn Georg Hirl, am 30. Oktober 1747 der eingeheiratete Johann Eberhard Schmal.
Einer der Söhne des Namenspatrons dieses Anwesens (Johann Erhard Schmal) war Georg Erhard Schmall, der an der Universität Ingolstadt studierte. Die Kopie seines Diploms vom 23. Mai 1787, mit der er nach Vorlage eines „Entwurf einer Landfeuerordnung“ zum juris utiusqze licentiatus promovierte, hat sich erhalten. Sein Entwurf einer Landfeuerordnung war eine der Vorläuferschriften, die in einer für Bayern allgemein gültigen Feuerordnung von 1791 mündeten. Darin wurden die Regelungen für das Feuerlöschwesen und den Brandschutz erstmals zentral für alle Dörfer, Gemeinden und Städte vorgegeben. Diese Verordnung hatte Bestand bis zur Zeit der Gründung der Freiwilligen Feuerwehren im letzten Drittel des 19. Jahrhunderts. Bei der Hofübergabe 1798 wurde Erhard Schmal als Advokat in Amberg bezeichnet.
Am 29. Mai 1798 wurde der Hof an Georg Schmal übergeben. Bereits zwei Jahre später heiratete seine Ehefrau und Witwe Margaretha am 9. September 1800 den Johann Weber aus Egelsee. Bis ins 20. Jahrhundert blieb das Anwesen dann bei der Familie Weber.
Nach der Beschreibung des Amtes Nabburg aus dem Jahr 1793/94 gehörte der Schmalhof ins Landgericht Nabburg und gab seinen Zehent zum Domkapitel Regensburg sowie nach Nabburg, aber auch in Teilen zur Pfarrei Neunaigen.
Im Urkataster wird der Hof als 12/8 Hof bezeichnet, bestehend aus dem 1/1 Schmalhof und einen beim „Meißnerhof gelegenen“ 1/2 Hof. Aufgrund umfangreicher Grundstücksverkäufe, im Jahre 1810, schrumpft der Schmalhof wieder auf einen 1/1 Hof.
1863 wurden 6 Gebäude ausgewiesen, in denen 19 Einwohner/Seelen erfasst waren. Mit der Gebietsreform und der Eingliederung des Dorfes Neunaigen nach Oberköblitz wurden im Jahr 1972 6 Einwohner auf dem Schmalhof ausgewiesen.